# 隠修士聖パウルス (リベーラ)
『隠修士聖パウルス』（いんしゅうしせいパウルス、仏: Saint Paul ermite、英: Saint Paul the Hermit）は、バロック期のスペインの巨匠ホセ・デ・リベーラが1642年に制作したキャンバス上の油彩画である。ナポレオン戦争中の1810年にマドリードの修道院からフランスに持ち去られ、1875年以来、パリのルーヴル美術館に所蔵されている。

## 作品
リベーラはカラヴァッジョの様式を受け継いだカラヴァッジェスキの1人であり、とりわけカラヴァッジョの暗鬱な晩期の作品を好んだようである。本作で、リベーラはカラヴァッジョの暗さを推し進めて、色彩を茶と黒の間の色にほぼ限定しているが、その色彩は作品の題材に合致している。

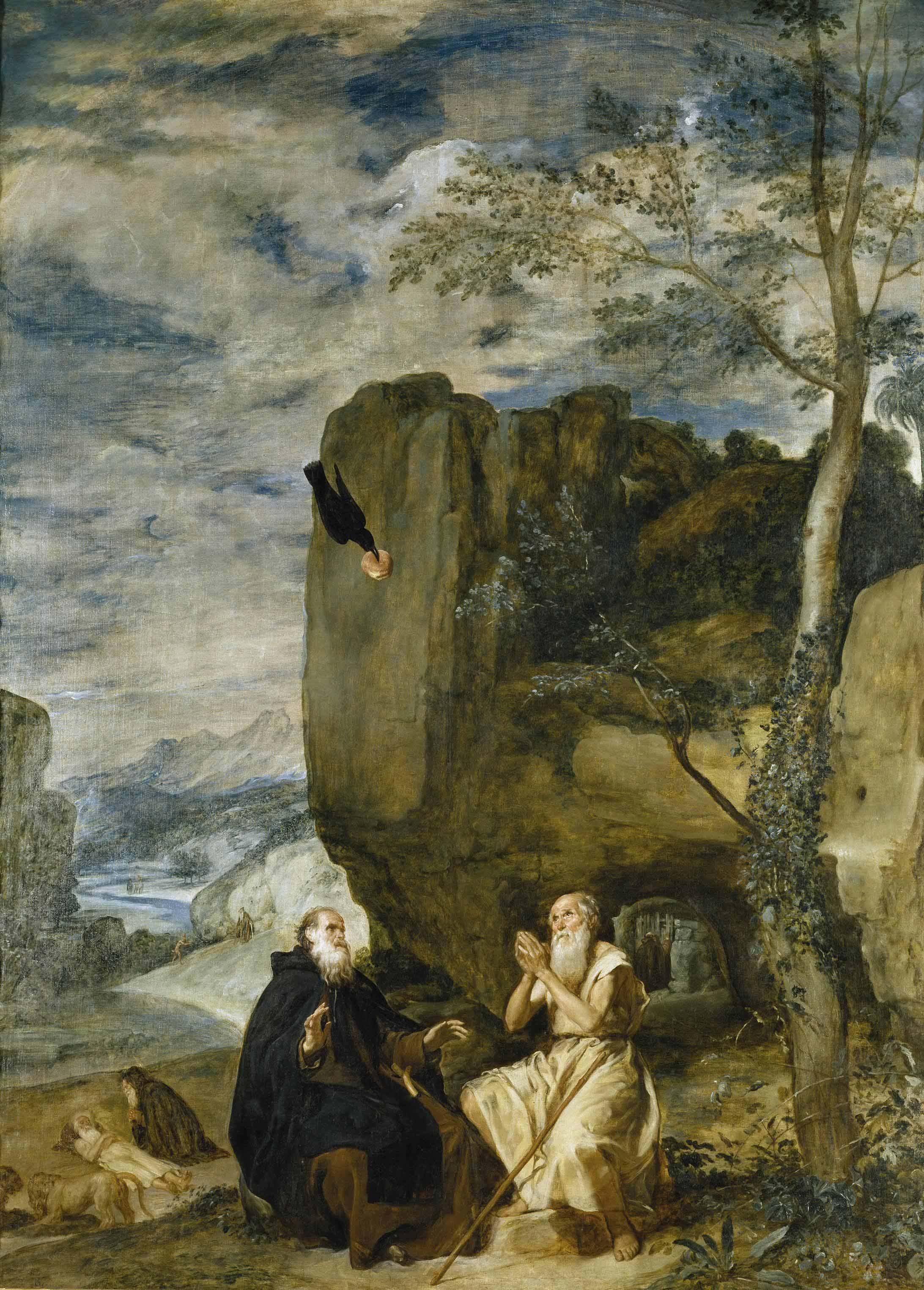
ディエゴ・ベラスケス『聖アントニウスと隠修士聖パウルス』 (1634年)、プラド美術館、マドリード

聖パウルスは西暦300年に生きた人物で、キリスト教史上最初の隠遁者であった。ヤコブス・デ・ウォラギネの『黄金伝説』によれば、彼は若くしてエジプトの砂漠に隠遁し、神への信仰に没頭する孤独な暮らしと悔悛の修業を実践した。奇跡的にカラスが聖パウルスの日々の糧とするために毎日パンを1つずつ運んだという。
ディエゴ・ベラスケスなどの同主題作同様、リベーラの本作の右側にも飛んでくるカラスが見える。また、カラスの下には、聖パウルスを訪ねにやってくる初代修道院長聖アントニウスの姿が描かれている。しかし、作品の主題はやはり悔悛する聖パウルスである。彼の痩せこけた長身が対角線となって画面を貫いている。リベーラは聖パウルスを理想化することなく、その身体に老化の様相を描き込む一方で、高潔な気品をも吹き込んでいる。